# Tony Wood
Tony Wood es un productor de televisión.

## Filmografía
| Año       | Título                                        | Puesto              | Ref.   |
| --------- | --------------------------------------------- | ------------------- | ------ |
| 2008      | Hollyoaks Special: Summer's Got a Secret      | Productor ejecutivo |        |
| 2008      | Grange Hill                                   | Productor ejecutivo | [ 1 ]  |
| 2008      | Apparitions                                   | Productor ejecutivo | [ 2 ]  |
| 2009-2011 | Hollyoaks Later                               | Productor ejecutivo | [ 3 ]  |
| 2009      | Ingenious                                     | Productor ejecutivo | [ 4 ]  |
| 2009      | Hollyoaks                                     | Productor ejecutivo | [ 5 ]  |
| 2009      | The Well                                      | Productor ejecutivo |        |
| 2009      | Hollyoaks: The Morning After the Night Before | Productor ejecutivo | [ 6 ]  |
| 2010      | Legends                                       | Productor ejecutivo |        |
| 2010      | Shelfstackers                                 | Productor ejecutivo | [ 7 ]  |
| 2010      | Wait Till Your Teacher Gets Home!             | Productor ejecutivo |        |
| 2010      | Combat Kids                                   | Productor ejecutivo | [ 8 ]  |
| 2010      | The Only Way Is Essex                         | Productor ejecutivo | [ 9 ]  |
| 2011      | Geordie Shore                                 | Productor ejecutivo | [ 10 ] |
| 2011      | House of Anubis                               | Productor ejecutivo | [ 11 ] |
| 2011      | Fresh Meat                                    | Productor ejecutivo | [ 12 ] |